# Puchar Świata w Chodzie Sportowym 1993
16. Puchar Świata w Chodzie Sportowym – zawody lekkoatletyczne, które odbyły się 24 i 25 kwietnia 1993 roku w meksykańskim mieście Monterrey.

## Rezultaty

### Mężczyźni
|               | 1. miejsce        | Rezultat | 2. miejsce         | Rezultat | 3. miejsce     | Rezultat |
| Chód na 20 km | Daniel García     | 1:24:26  | Valentí Massana    | 1:24:32  | Alberto Cruz   | 1:24:37  |
| Chód na 50 km | Carlos Mercenario | 3:50:28  | Jesús Ángel García | 3:52:44  | Germán Sánchez | 3:54:15  |

### Kobiety
|               | 1. miejsce | Rezultat | 2. miejsce   | Rezultat | 3. miejsce        | Rezultat |
| Chód na 20 km | Wang Yan   | 45:10    | Sari Essayah | 45:18    | Jelena Nikołajewa | 45:22    |